# Проводы (фильм)
«Про́воды» — советский двухсерийный художественный телефильм, снятый в 1978 году на базе ТО «Экран». Жанр фильма может определяться в диапазоне от производственной драмы до мелодрамы.

## Сюжет
Начальник управления снабжения крупного промышленного города на Крайнем Севере, важного пункта на Северном морском пути Сергей Старосельский переходит с повышением на должность начальника Главного управления снабжения министерства в Москву. Ему придётся покинуть места, которым он отдал более 25 лет жизни, расстаться с людьми, работавшими с ним долгое время.
Наступает последний день пребывания Старосельского в должности, когда должны состояться его проводы коллективом управления. Однако спокойно проститься не получается — тяжёлая ледовая обстановка, трудности с проводом судов не дают забыть повседневные заботы. Ближайшие же сотрудники Старосельского вольно или невольно ощущают, что с его отъездом уходит, в некотором смысле, целая эпоха. Это пожилой и опытный первый зам Плинер, который ожидает, что со сменой начальника управления ему, по-видимому, придётся уйти на пенсию; это честный, осторожный и благоразумный «вечный второй» Яранцев, неожиданно отказывающийся принимать место начальника управления; это амбициозный и предприимчивый молодой Чанышев, напротив, не отказывающийся от той должности, от которой он должен был бы отказаться.
Одновременно с завершением пребывания в должности завершается и личная драма Старосельского, долгие годы влюблённого в женщину, которой так и не хватило смелости уйти от мужа, бывшего в своё время близким другом Старосельского. Наконец, последние дни на прежней работе начальник управления снабжения вынужден проводить в обществе начинающей журналистки Цыренжаповой, молодой женщины с неудавшейся личной жизнью. Она получила задание написать материал об управлении и по прошествии четырёх дней тесного общения испытывает откровенное восхищение по отношению к начальнику управления. Старосельскому предстоит проститься и с ней. Предстоит пережить этот долгий последний день...

## Литературная основа
Основой сценария, созданного Игнатием Дворецким, стала его собственная пьеса «Проводы» (подзаголовок — «Сцены из современной жизни в двух частях»), впервые изданная ВААП в Москве в 1975 году. В «Проводах», как и в других поздних пьесах Дворецкого, появившихся после «Человека со стороны» (1971), главный герой которой — «максималист, требующий полного подчинения делу», прослеживается уже ориентация на героя как на «максималиста, воспринимающего дело как часть жизни, а не жизнь как жертву делу». «Такой герой живёт в согласии с самостоятельно выработанными правилами жизни, но стремясь понимать окружающих».
«Проводы» были поставлены на сцене московского театра имени Маяковского. В 1976—1977 годах театром выпущен аудиоспектакль по пьесе Дворецкого, в постановке Б. Кондратьева и А. А. Гончарова, с участием Армена Джигарханяна (Старосельский), Татьяны Дорониной (Горчакова), Владимира Самойлова (Горчаков), Александра Ханова (Плинер), Светланы Мизери (Цыренжапова), Юрия Горобца (Яранцев), Евгения Лазарева (Чанышев), Галины Анисимовой (ведущая) и Надежды Самойловой (секретарь). Художником театральной постановки был Э. Г. Стенберг.
По некоторым данным, пьеса также ставилась в Казанском русском Большом драматическом театре имени Качалова (1976, режиссёр В. М. Портнов), в Русском театре в Петрозаводске, в ленинградском Малом драматическом театре (1976, режиссёр Е. М. Падве) и других.
В критике сложилось мнение о пьесе Дворецкого не только как о сугубо производственной драме, но, скорее даже, как о психологической драме или мелодраме.

## В ролях
- Александр Парра — Сергей Старосельский, начальник управления снабжения
- Людмила Зайцева — Лидия Горчакова, давняя любовь Старосельского
- Игорь Ледогоров — Игорь Горчаков, муж Лидии, давний друг Старосельского
- Николай Волков — Александр Матвеевич Плинер, первый заместитель Старосельского
- Анатолий Грачёв — Павел Яранцев, заместитель Старосельского
- Алексей Булатов — Борис Чанышев, заместитель Старосельского
- Татьяна Фёдорова — Елена Цыренжапова, журналистка
- Ирина Гошева — секретарь Старосельского

## Съёмочная группа
- Режиссёр: Юрий Сергеев
- Сценарий: Игнатий Дворецкий
- Оператор: Лев Бунин
- Композитор: Кирилл Молчанов
- Оркестр: Государственный симфонический оркестр кинематографии
- Дирижёр: Константин Кримец